# Manoel Herzog
Manoel Herzog (Santos, 1964) é um advogado e romancista brasileiro vencedor do Prêmio Foucault, oferecido pela Secretaria de Cultura da Prefeitura Municipal de Santos, em 2012, e conhecido como escritor de livros inovadores e reflexivos.
Foi criado em Cubatão e, antes de tornar-se escritor, trabalhou na indústria química. Publicou seu primeiro livro, intitulado Brincadeira surrealista, em 1987.